# Löffingen
Löffingen ist eine Stadt im baden-württembergischen Landkreis Breisgau-Hochschwarzwald, gelegen an der Höllentalbahn Titisee-Neustadt–Donaueschingen und der Bundesstraße 31.
Bekannt ist der anerkannte Wallfahrtsort Löffingen mit dem Witterschneekreuz durch die südlich der Stadt gelegene Wutachschlucht und den Freizeitpark Tatzmania mit Wildgehege.

## Geographie und Naturraum
Als einzige Gemeinde des Landkreises Breisgau-Hochschwarzwald hat Löffingen Anteil an der naturräumlichen Einheit Baar. Der plötzliche Übergang vom dicht bewaldeten Hochschwarzwald zum weitgehend offenen Land der Baar wird den auf der B 31 von Freiburg im Breisgau nach Donaueschingen Fahrenden bei Rötenbach (4 km westlich von Löffingen) deutlich, wo der Buntsandstein in den Muschelkalk übergeht. Der Großteil der Naturraumeinheit Baar liegt freilich im sich nach Norden und Osten anschließenden Schwarzwald-Baar-Kreis, von dem Löffingen durch die Gauchach abgetrennt ist. Die südlich und westlich der Gauchach gelegenen von Muschelkalk- und Keuperschichten geprägten Gebiete werden heute zweckmäßig als Westbaar beziehungsweise Löffinger Muschelkalkhochland bezeichnet. Im Süden bildet die Wutachschlucht eine weitere natürliche Leitlinie, die gleichzeitig die Grenze zum Landkreis Waldshut bildet. Die Schluchten beider Gewässer waren (Gauchach) bzw. sind (Wutach) vor allem bei winterlicher Witterung wirksame Verkehrsschranken. Weitere kleinere Bachläufe durchfließen das Gebiet der Stadt Löffingen vor allem von Nordwest nach Südost.
Auch wenn die Westbaar im Vergleich zum Schwarzwald auf den ersten Blick eher sanft wellig erscheint, gibt es markante Höhenunterschiede. Der höchste Punkt wird mit 935 m im Nordwesten des Stadtgebiets am Hochmoos an der Gemarkungsgrenze zu Friedenweiler erreicht. Von dort fällt die Gemarkung relativ gleichmäßig nach Süden und Osten ab, bis sie den Rand der Gauchach-/Wutachschlucht erreicht. Am Zusammenfluss von Gauchach und Wutach, wo die Landkreise Breisgau-Hochschwarzwald, Schwarzwald-Baar und Waldshut aufeinandertreffen, wird mit 574 m der tiefste Punkt Löffingens erreicht.
Entlang beider Schluchten sowie im Norden der Löffinger Gemarkung sind große Flächen bewaldet, während auf der Hochfläche der Westbaar landwirtschaftliche Nutzung vorherrscht. Der Waldanteil von 45,4 % ist aber im Vergleich zu den dem Naturraum Schwarzwald zugehörigen westlich gelegenen Nachbargemeinden Eisenbach (66,0 %), Lenzkirch (70,1 %) und Friedenweiler (77,5 %) deutlich geringer. Der Bewaldungsgrad der beiden südlich und nordöstlich gelegenen Nachbarstädte Bonndorf und Bräunlingen liegt mit 55,1 % bzw. 50,9 % etwas über dem Wert Löffingens.
Auf Löffinger Gemarkung befinden sich Teile des Natur- und Landschaftsschutzgebietes Wutachschlucht. Im Jahr 1991 wurde südwestlich der Kernstadt das Natur- und Landschaftsschutzgebiet Ochsenberg-Litzelstetten ausgewiesen, um die wenigen dort noch vorhandenen Quellsumpf, Feuchtgebiete mit Streuwiesen, und für die Westbaar typischen Heckenlandschaften zu erhalten. Durch einen Gemeinderatsbeschluss aus dem Jahr 1992 wurde für die unbebauten Teile der Gemarkungen Löffingen und Seppenhofen ein Biotopvernetzungskonzept erstellt.
Im Stadtgebiet befanden sich die bis auf geringe Reste abgetragenen mittelalterlichen Burgen Burg Neu-Blumberg und Burg Stallegg.

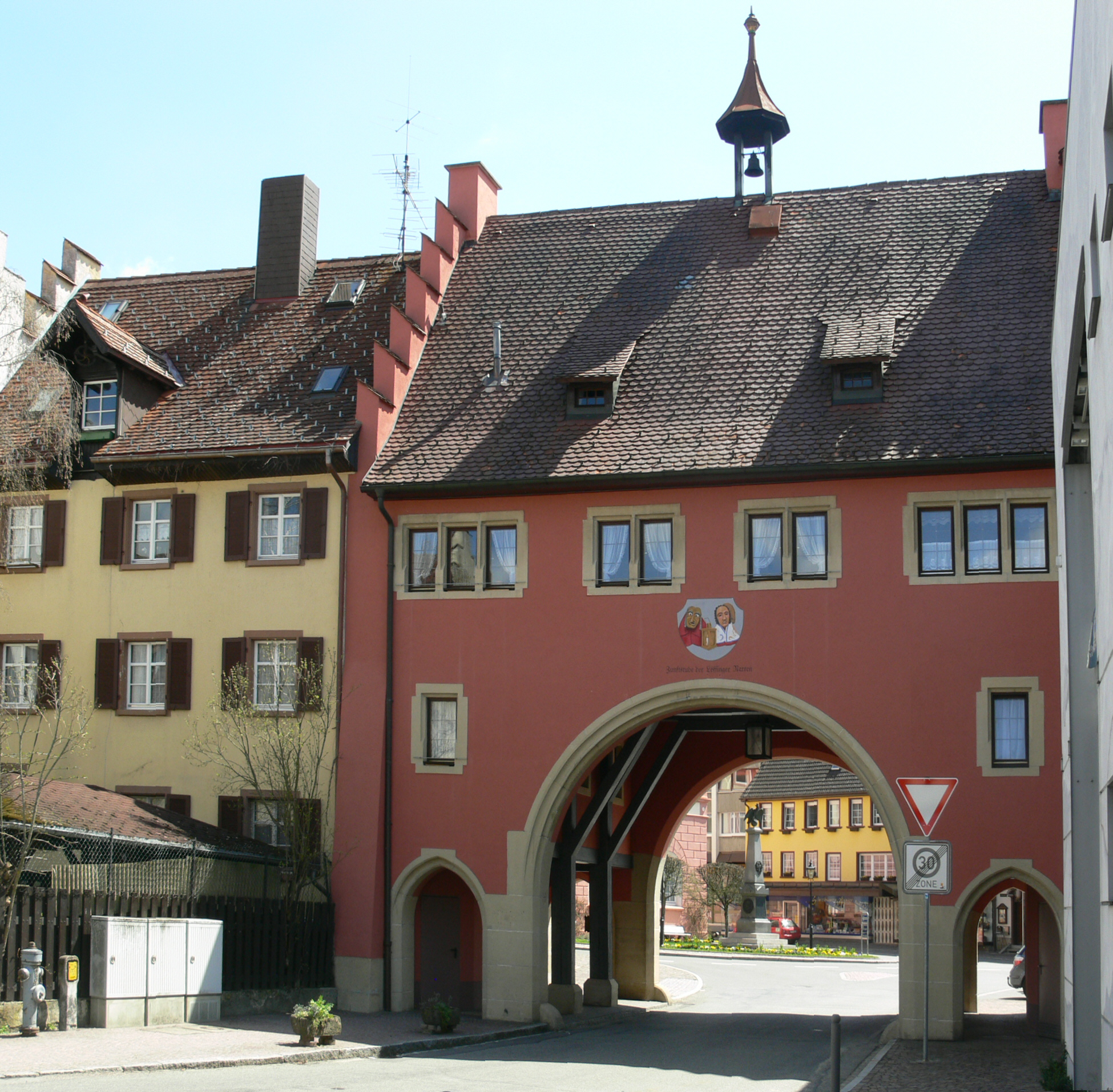
Maienländer Tor
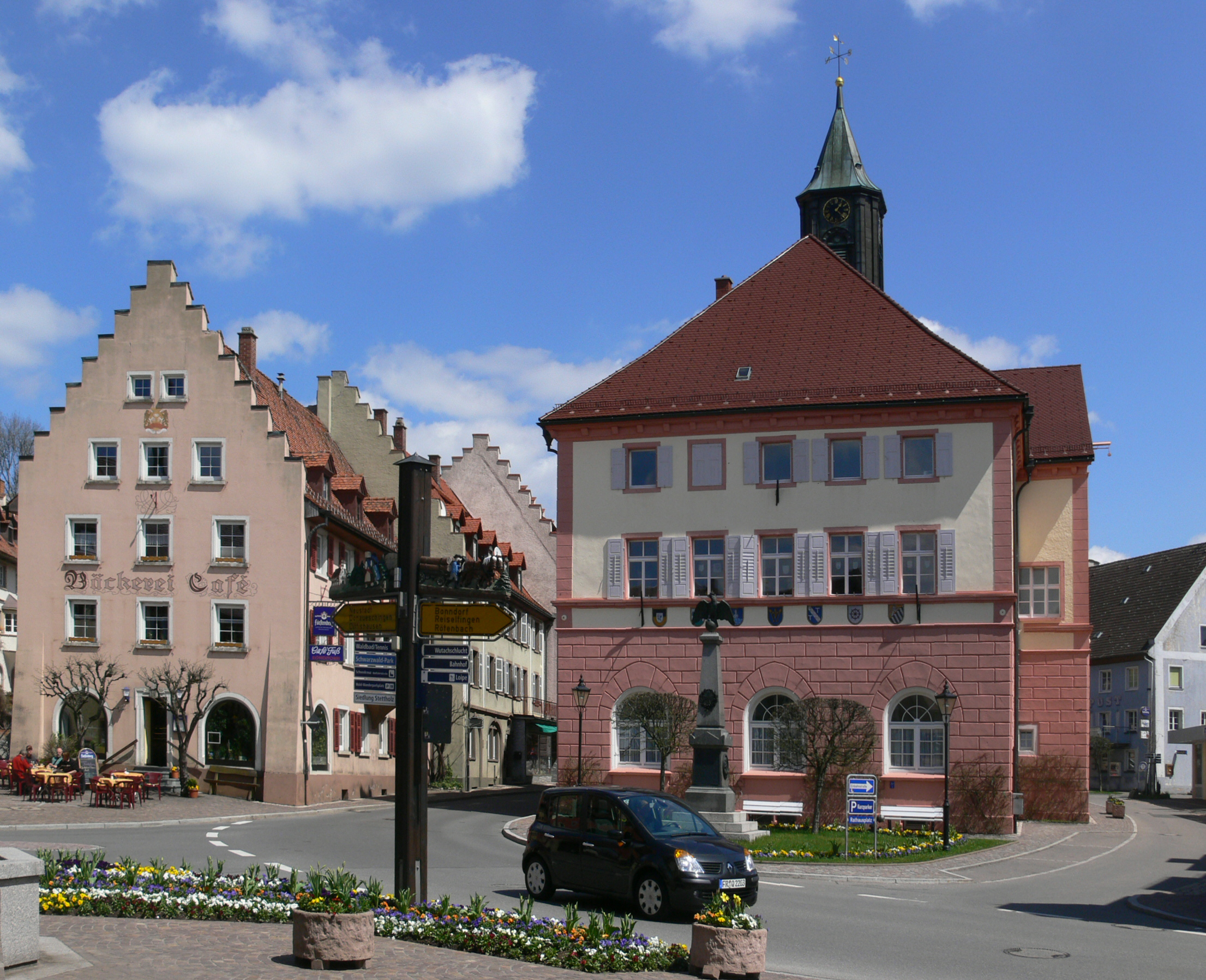
Rathausplatz
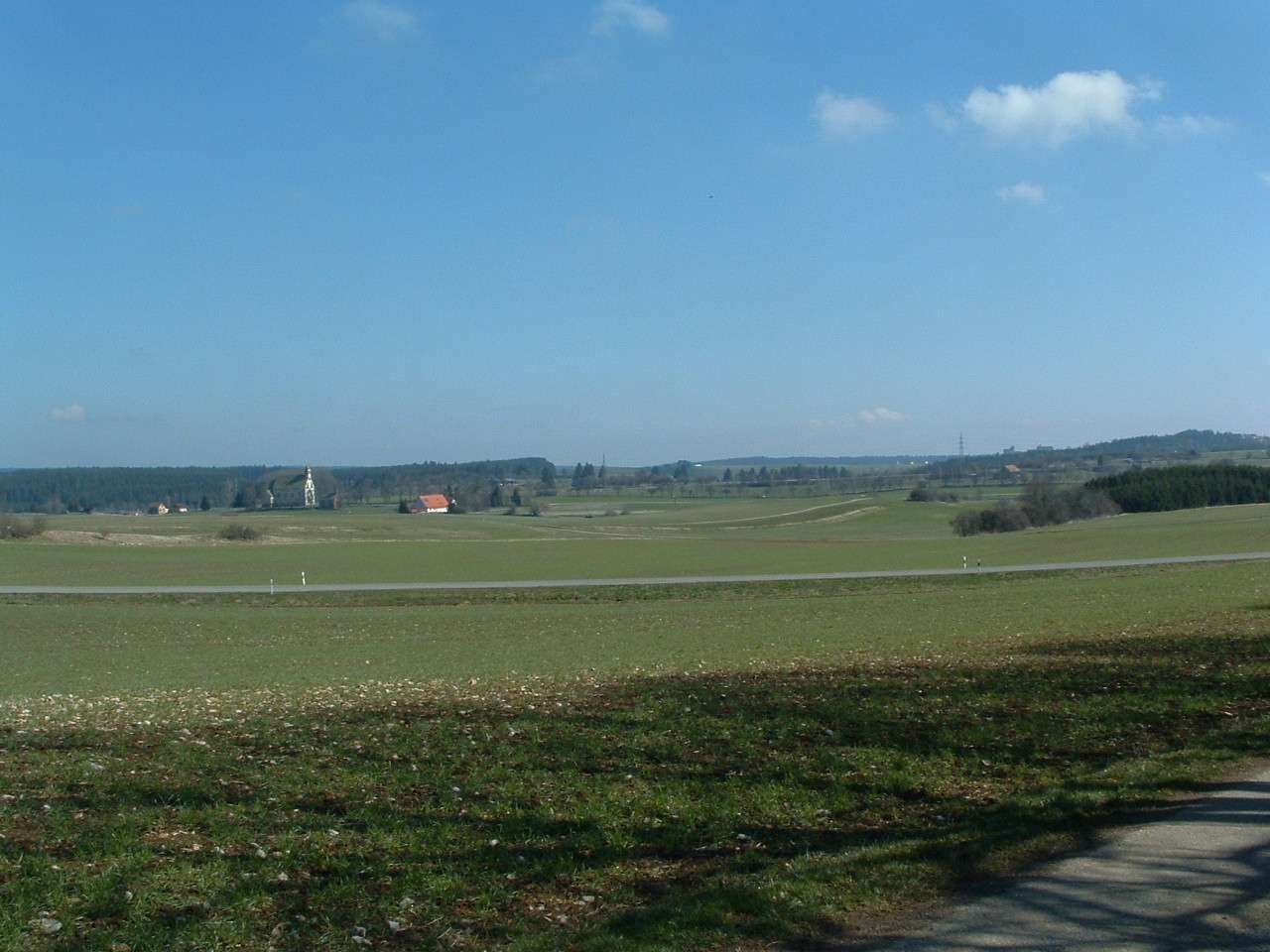
Blick über die Westbaar westlich von Löffingen zur Wallfahrtskirche Witterschnee

### Stadtgliederung

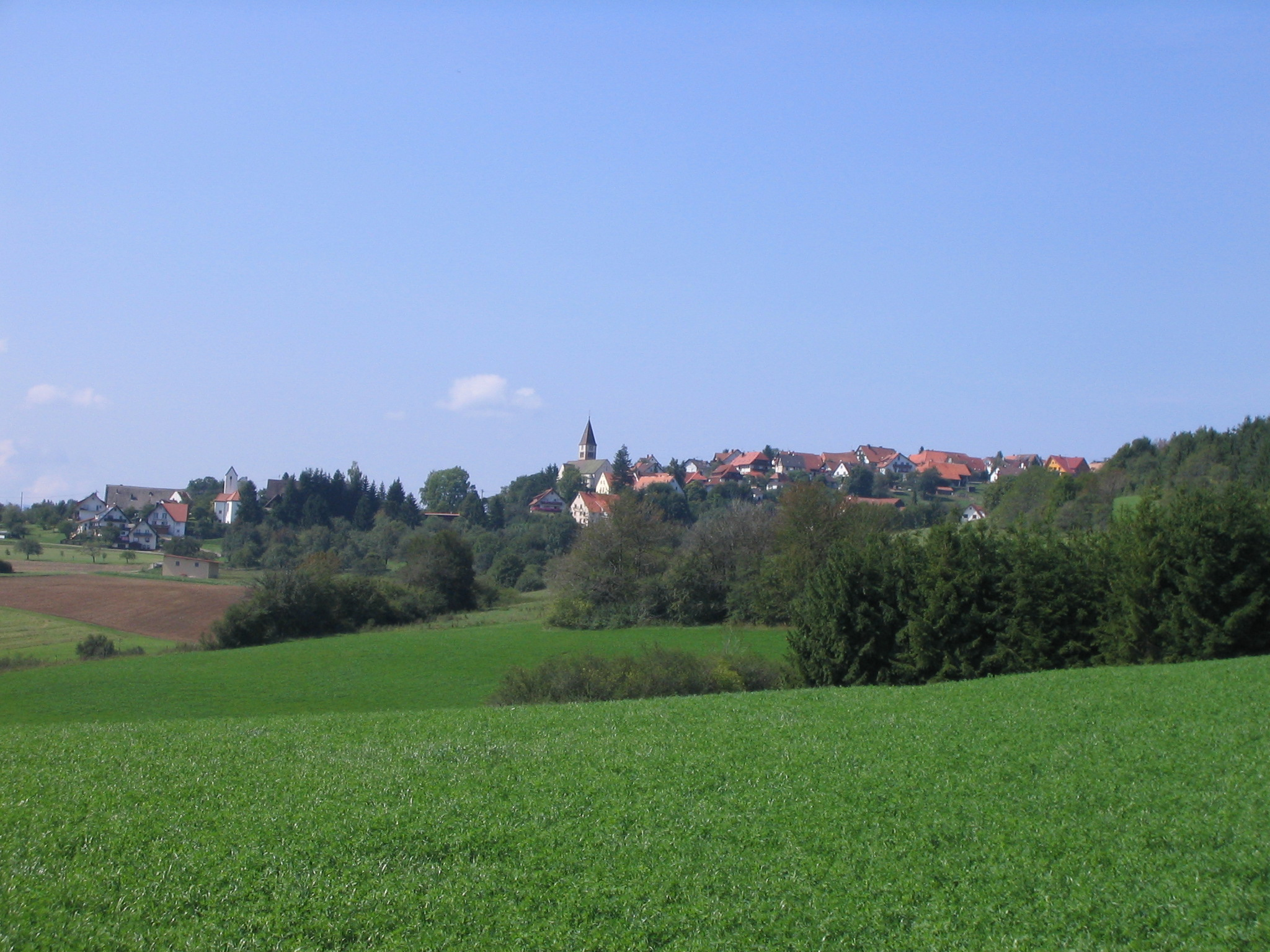
Göschweiler

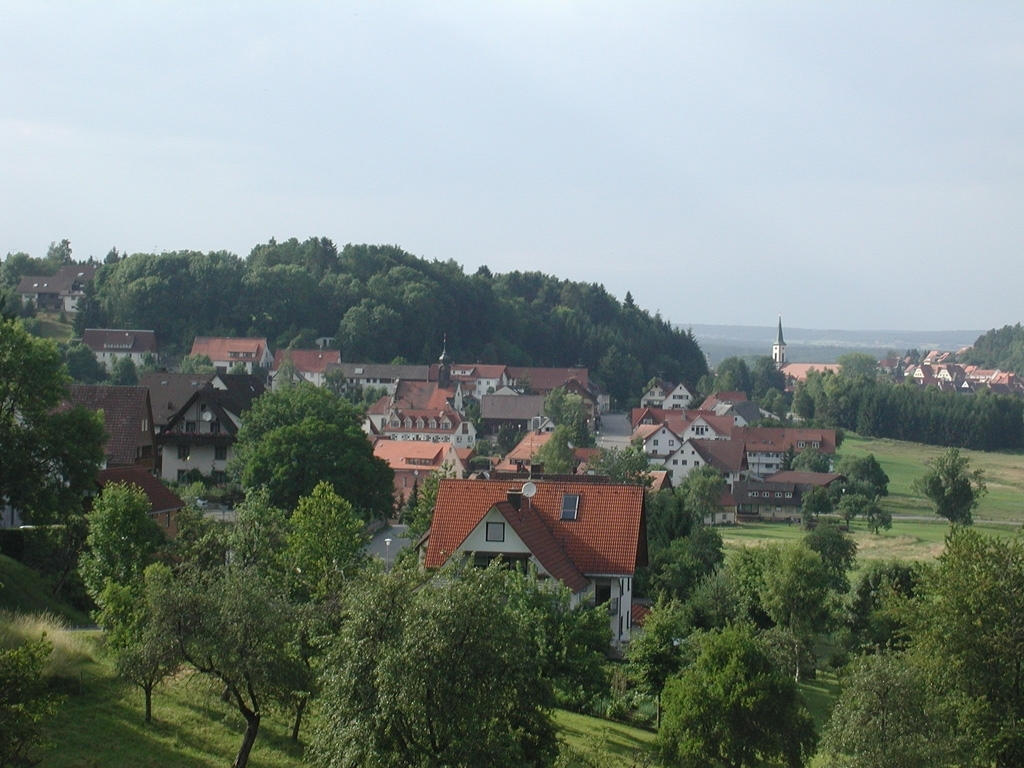
Seppenhofen

Zu Löffingen gehören die ehemaligen Gemeinden Bachheim, Dittishausen, Göschweiler, Reiselfingen, Seppenhofen und Unadingen. Zur ehemaligen Gemeinde Bachheim gehören das Dorf Bachheim, der Weiler Neuenburg und die Wohnplätze Burgmühle, Oberburg und Unterburg. Zur ehemaligen Gemeinde Dittishausen gehören das Dorf Dittishausen und das Gehöft Weiler. Zur ehemaligen Gemeinde Göschweiler gehören das Dorf Göschweiler, die Höfe Schattenmühle und Hofgut Stallegg und der Wohnplatz Elektrizitätswerk Stallegg. Zur Stadt Löffingen in den Grenzen von vor der Gemeindereform der 1970er Jahre gehören die Stadt Löffingen, der Weiler Krähenbach, das Gehöft Witterschnee und die Wohnplätze Bleiche, Öle, Paradies, Reichberg und Ziegelhütte. Zur ehemaligen Gemeinde Reiselfingen gehören das Dorf Reiselfingen und der Weiler Dietfurt. Zur ehemaligen Gemeinde Seppenhofen gehören das Dorf Seppenhofen, die Höfe Obermühle und Unter(Linsi)mühle und der Wohnplatz Bahnstation Reiselfingen-Seppenhofen. Zur ehemaligen Gemeinde Unadingen gehören das Dorf Unadingen, die Höfe Eulenmühle und Grünburg und die Wohnplätze Posthaus und Bahnstation Unadingen. Im Stadtteil Göschweiler liegen die abgegangenen Ortschaften Räuberschlößchen und Neublumberg. Im Stadtteil Löffingen liegen die abgegangenen Ortschaften Alenberg, Künsingen und Litzelstetten. Im Stadtteil Seppenhofen liegen die abgegangenen Ortschaften Niederhofen und Oberhofen und im Stadtteil Unadingen liegt die abgegangene Ortschaft Mauchen.
Die Stadtteile Löffingens und ihre Einwohnerzahl:
| Stadtteil       | Einwohnerzahl |
| --------------- | ------------- |
| Löffingen       | 3382          |
| Unadingen       | 1038          |
| Dittishausen    | 917           |
| Seppenhofen     | 994           |
| Reiselfingen    | 581           |
| Göschweiler     | 498           |
| Bachheim        | 377           |
| Stadt Löffingen | 7787          |

Stand: 31. Dez. 2023
Im vergangenen Jahr (2022) gab es zahlreichen Kirchenaustritte in Löffingen – 99 Katholiken oder 1 % der Gesamtbevölkerung.

## Geschichte

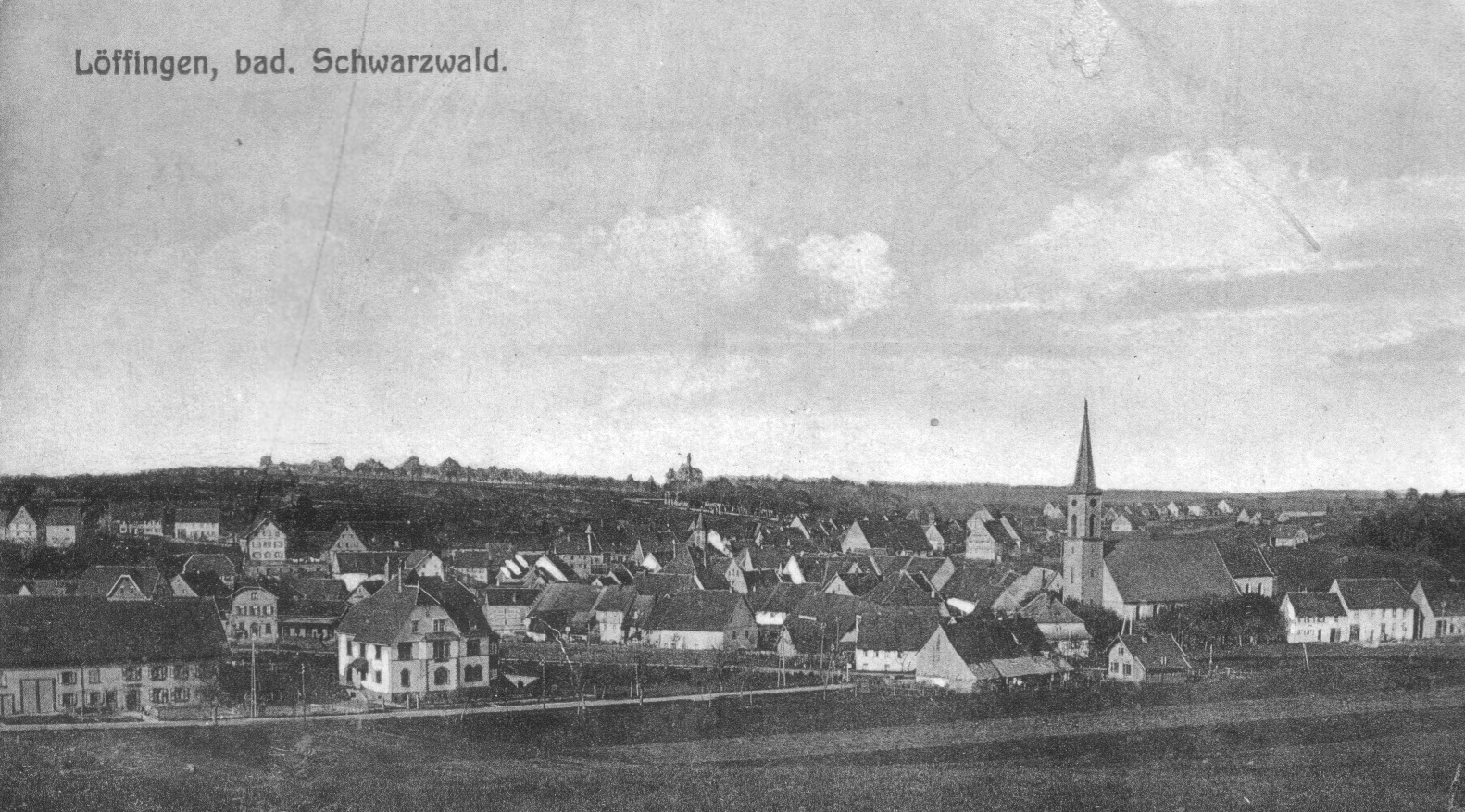
Löffingen früher

Die Besiedlung begann in der Jungsteinzeit; etwa 2500 Steinhügel im Raum Löffingen von 1700 bis 1300 vor Christus sind erhalten. Von 600 bis 300 vor Christus haben Kelten diese Grabhügel für Nachbestattungen benutzt.
Im 4. Jahrhundert begann die Besiedlung der Westbaar durch die Alemannen, in Löffingen auf dem Alenberg, die etwa bis zum 6. Jahrhundert anhielt.
Die erste urkundliche Erwähnung Löffingens kann auf das Jahr 819 zurückgeführt werden.
Im Jahr 1270 wurden Löffingen die Stadtrechte durch die Fürstenberger verliehen. Löffingen entwickelte sich immer weiter zum zentralen Ort der Westbaar, so dass es 1485 zur ersten Stadterweiterung kam.
Die 1275 erstmals urkundlich erwähnte Kirche von Reiselfingen gehörte zum Damenstift Säckingen und wurde später aufgrund ihrer geringen Einkünfte als Filialkirche der Kirche von Löffingen unterstellt.
Ab 1500 lag Löffingen im Schwäbischen Reichskreis. Im Jahr 1534 brach der erste von zwei großen Stadtbränden aus. Dieser Brand zerstörte die ganze Stadt, nur die Kirche blieb erhalten. Im weiteren Verlauf führten die Kriege im 16. bis 19. Jahrhundert immer wieder zu kleinen Krisen, die gut bewältigt wurden.

Zwischen 1728 und 1772 gab es einen Waldprozess gegen die Fürstenberger, den die Stadt gewinnen konnte. Sie erhielt neues Waldgebiet. Des Weiteren entwickelte sich die Stadt zu einem bedeutenden Wallfahrtsort mit Pilgerungen zum Witterschneekreuz.
Ab 1880 verlor Löffingen die zentrale Marktfunktion. 1901 wurde der Ort an die Höllentalbahn angeschlossen und der Bahnhof Löffingen eröffnet.
Am 23. März 1907 wurden bei einem Großbrand 15 Häuser zerstört. Er breitete sich in der heutigen Demetriusstraße aus. Ab 1919 bezog das Fürstenhaus Fürstenberg in Donaueschingen Fremdstrom vom Kraftwerk Laufenburg, da das Flusskraftwerk Stallegg nicht mehr ausreichte. Im Zuge dieser Maßnahme konnten zusätzlich Löffingen und sämtliche späteren Ortsteile ebenfalls mit Strom versorgt werden. Am Nachmittag des 28. Juli 1921, einem heißen Sommertag, ereignete sich der zweite große Stadtbrand im 20. Jahrhundert. Dabei wurden 36 Häuser total zerstört, ausgehend vom Stadtkern in Richtung Osten zum Alenberg. Die enge Bebauung, Windeinfluss und Wassermangel machten die Löscharbeiten schwierig. Insgesamt wurden 209 Personen obdachlos, der Gesamtschaden wurde auf 20 Millionen Reichsmark geschätzt.
In der Zeit des Zweiten Weltkriegs wurde Löffingen nicht von Bombardierungen und Zerstörung verschont. Die Altstadt blieb jedoch weitgehend erhalten.
Am 1. Januar 1970 wurde die bis dahin selbstständige Gemeinde Seppenhofen nach Löffingen eingemeindet, am 1. Juni 1972 folgte die Eingemeindung von Göschweiler. Bachheim wurde am 1. Januar 1974 nach Löffingen eingemeindet. Am 1. Januar 1975 wurde die heutige Stadt Löffingen durch Vereinigung von Löffingen mit Dittishausen, Reiselfingen und Unadingen neu gebildet. Zur Verbesserung der Infrastruktur wurden 1988 das Kultur- und Fremdenverkehrszentrum und 1997 das Interkommunale Gewerbegebiet an der Bundesstraße 31 eröffnet.

## Politik

### Gemeinderat
Die Gemeinderatswahl am 9. Juni 2024 führte bei einer Wahlbeteiligung von 64,6 % (+ 1,9 %p) zu folgendem Ergebnis:
| Partei / Liste        | Stimmenanteil | +/− %p | Sitze | +/− |
| --------------------- | ------------- | ------ | ----- | --- |
| CDU                   | 40,5 %        | + 2,6  | 8     | − 2 |
| FDP/FW                | 30,6 %        | − 7,8  | 6     | + 1 |
| SPD                   | 24,3 %        | + 0,6  | 4     | − 1 |
| Bündnis 90/Die Grünen | 4,6 %         | + 4,6  | 1     | + 1 |
| Gesamt                | 100 %         |        | 19    | − 5 |

### Bürgermeister
Bürgermeister ist Tobias Link. Er übt sein Amt seit dem 17. Februar 2014 aus. Am 28. November 2021 wurde er für eine zweite Amtszeit wiedergewählt.

## Sehenswürdigkeiten

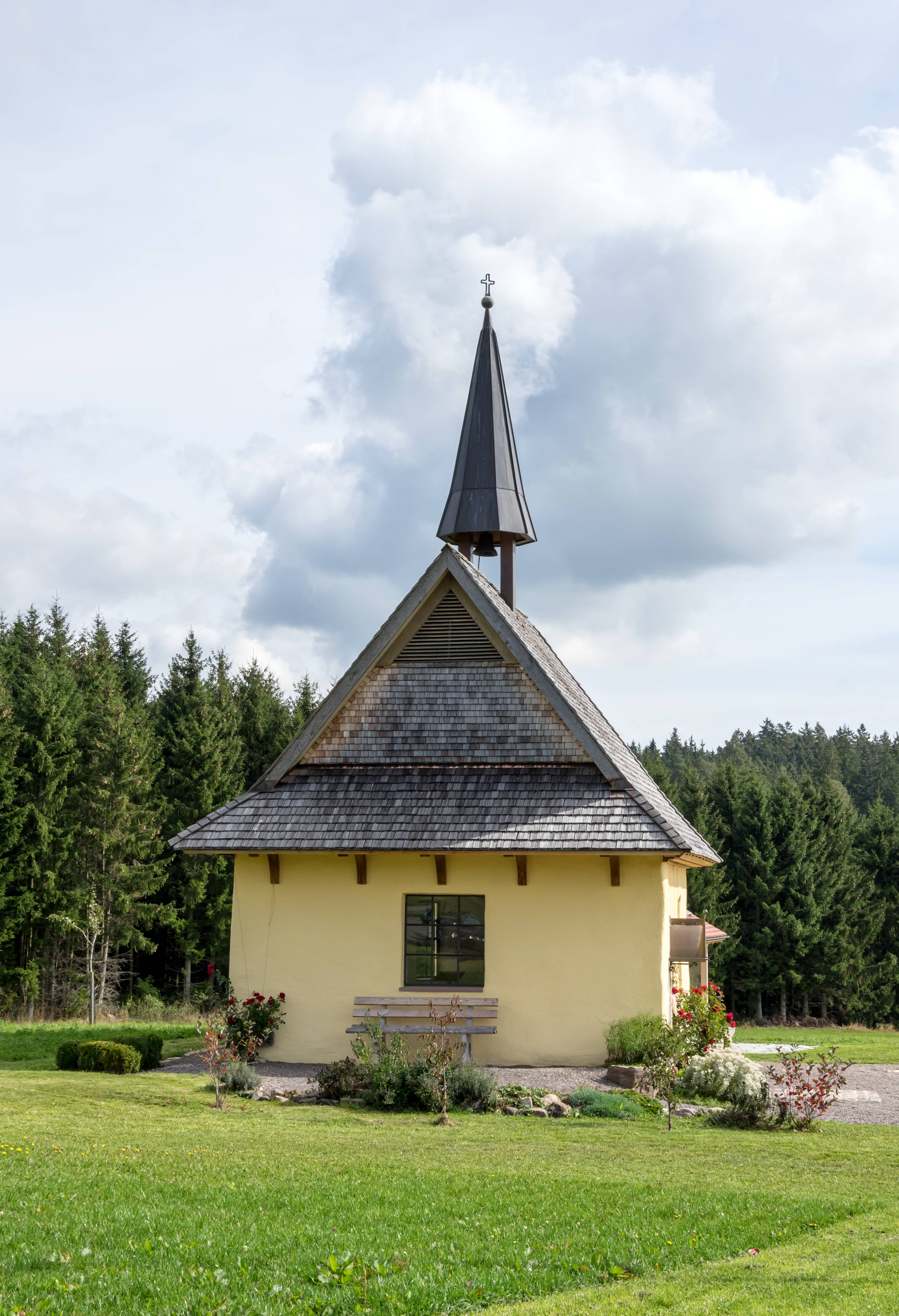
Kapelle Weiler

Kirche St. Fridolin im Ortsteil Reiselfingen

- Die Kapelle am Ort des abgegangenen Gehöfts Weiler ist nach Angaben ihres Erhaltungs- und Förderungsvereins das zweitälteste Gebäude der Region.[13]
- Die Kirche von Dittishausen erhielt 1906 zwei romanische Seitenaltäre der Gebrüder Moroder; der linke die Gottesmutter thronend mit als Flachreliefs gestalteten Bildern der Heiligen Barbara und Agnes, der rechte den Heiligen Petrus darstellend mit Bildnissen der Heiligen Josef und Wendelin.[14]
- Die Kirche St. Bartholomäus in Seppenhofen ist denkmalgeschützt.
- Alemannengrab Dittishausen, Fundstätte

## Wirtschaft und Infrastruktur

### Verkehr
Durch eine Alltagsroute aus dem Radnetz Baden-Württemberg ist der Löffinger Ortsteil Dittishausen über Rötenbach und Friedenweiler mit Titisee-Neustadt und über Bräunlingen mit Donaueschingen verbunden. 

### Kirche
Löffingen ist Sitz des Dekanats Neustadt des Erzbistums Freiburg. 

### Bildung
In Löffingen gibt es eine Grund-, eine Haupt- und eine Realschule.

## Persönlichkeiten

### Söhne und Töchter der Stadt
- Friedrich von Hartenberg (1781–1822), Hochstapler
- Ambros Oschwald (1801–1873), Priester, Gründer einer Kolonie in Wisconsin, wuchs in der Lochmühle, Ortsteil Unadingen auf
- Karl Heinrich Baader (1829–1900), Geheimer Oberregierungsrat, Mitglied des Badischen Verwaltungsgerichtshofes
- Anton Viesel (vor 1870–unbekannt), Bildhauer, der einige Werke in Freiburg im Breisgau schuf, wurde in Reiselfingen geboren
- Adolf Hildenbrand (1881–1944), Maler, Dozent an der Kunstgewerbeschule Pforzheim, Freimaurer
- Rudolf Maier (1886–1962), Landrat des Kreises Überlingen
- Walter von Lucadou (* 1945), Physiker und Parapsychologe
- Wolfgang Zinser (* 1964), ehemaliger deutscher Meister im Dreisprung
- Tutilo Burger OSB (* 1965), Ordensgeistlicher und Erzabt der Benediktinerabtei Beuron
- Katja Marx (* 1965), Journalistin und Medienmanagerin
- Gottfried Hummel (* 1968), Komponist und Arrangeur
- Martin Braun (* 1968), ehemaliger Mannschaftskapitän des SC Freiburg
- Martin Wehrle (* 1970), Karriereberater und Autor
- Stefan Evertz (* 1974), deutscher Schauspieler und Synchronsprecher
- Markus Schuler (* 1977), Fußballspieler, zuletzt für Arminia Bielefeld

### Mit Löffingen verbundene Persönlichkeiten
- Guido Andris (1879–1974), katholischer Stadtpfarrer von 1929 bis 1934 und NS-Gegner
- Ernst Rudigier (1922–1981), Politiker (FDP), war Bürgermeister von Göschweiler
- Stephan Burger (* 1962), Erzbischof von Freiburg, wuchs in Löffingen auf[16]